# Fokker F-27 i Finland
Fokker F.27 Mk 100 Friendship var det första flygplanet som Karair köpte av det isländska Iceland Air och som anlände till Helsingfors-Vanda flygplats med en isländsk pilot vid spakarna den 18 mars 1980. Efter besiktning började man flyga Finnairs pilotskolningsflygningar med flygplanet. Flygplanet överfördes samma år till det finländska flygvapnet för att användas som signalspaning-, målbogsering- och transportplan. Även fallskärmsjägarna använde detta flygplan som nu bar beteckningen FF-1 vid sina hopp.

## OH-LKB / FF-2
Fokker F.27 Mk 100 Friendship byggdes år 1965. Karair anskaffade 1980 ett begagnat Fokkerplan från Island för sin passagerarverksamhet och det fick beteckningen OH-LKB. Det finländska flygvapnet försökte vid samma tid hitta en ersättare till sina DC-3-plan - detta beslut snabbades upp av den DC-3 -olycka som krävde flera officerares och politikers liv. Man tittade på Antonov An-32, Fokker F-27, CASA 212 och De Havilland Canada DHC-7. An-32 och CASA 212 var utrustade med en bakre ramp och var mest lämpade för fallskärmsjägarnas behov. Karair hyrde ut sin Fokker till flygvapnet 1980. År 1982 köpte flygvapnet flyget. Hos Iceland Air flög FF-2 23 265 timmar och flygplanet gjorde 27 988 landningar. Hos det finländska flygvapnet flög FF-2 sammanlagt ca 11 700 timmar. Landningarnas antal är ca 14 100.

## FF-3
Fokker F.27 Mk 400M Troopship nyanskaffades till det finländska flygvapnet år 1984.

## OH-LKA
Fokker F.27 Mk 200 Friendship -flygplanet köptes till Finnair från Island. Flygplanen ersatte de Convair Metropolitan -flygplan som togs ur bruk i Finnairs flotta och användes på inrikesrutterna. Flygplanet flög med Finnair mellan 1980 och 1988 innan det ersattes med ATR 42-200-flygplan.

## OH-LKB
Fokker F.27 Mk 200 Friendship-flygplanet anskaffades begagnat från Island och var i bruk hos Finnair 1980-1986.

## OH-LKC
Fokker F.27 Mk 200 Friendship-flygplanet var i Finnairs tjänst 1982–1988.